# Dominique Viriot
Pour les articles homonymes, voir Viriot.
Dominique Viriot, né en novembre 1948, est un acteur, professeur de théâtre et de cinéma français.

## Biographie
Fils du scénariste Claude Viriot, il tient des rôles d'enfants et d'adolescents, notamment dans Merveilleuse Angélique ou aussi Thierry la Fronde.
Il fonde avec son père le Cours Viriot, école d'art dramatique.
Il est marié à la comédienne Claudine Barjol, que l'on a connue au Petit Théâtre de Bouvard à ses débuts.

## Filmographie

### Cinéma
- 1954 : Si Versailles m'était conté : Louis XIV enfant
- 1956 : Si Paris nous était conté : Louis XIV enfant
- 1965 : Merveilleuse Angélique : Linot
- 1967 : Un homme de trop : Julien
- 1969 : Sous le signe du taureau : L'autostoppeur anglais

### Télévision
- 1964-1966 : Thierry la Fronde (Série TV) : Un enfant / Étienne
- 1965 : Les Cinq Dernières Minutes de Claude Loursais (Série TV) : Masseret

## Théâtre
- 1966 : À Memphis il y a un homme d'une force prodigieuse de Jean Audureau, mise en scène Antoine Bourseiller, Festival du Marais